# Lüningsburg

Gelände der Lüningsburg, heute Acker. In der Animation wird die Bodenverfärbung im Inneren der ehemaligen Burg hervorgehoben.

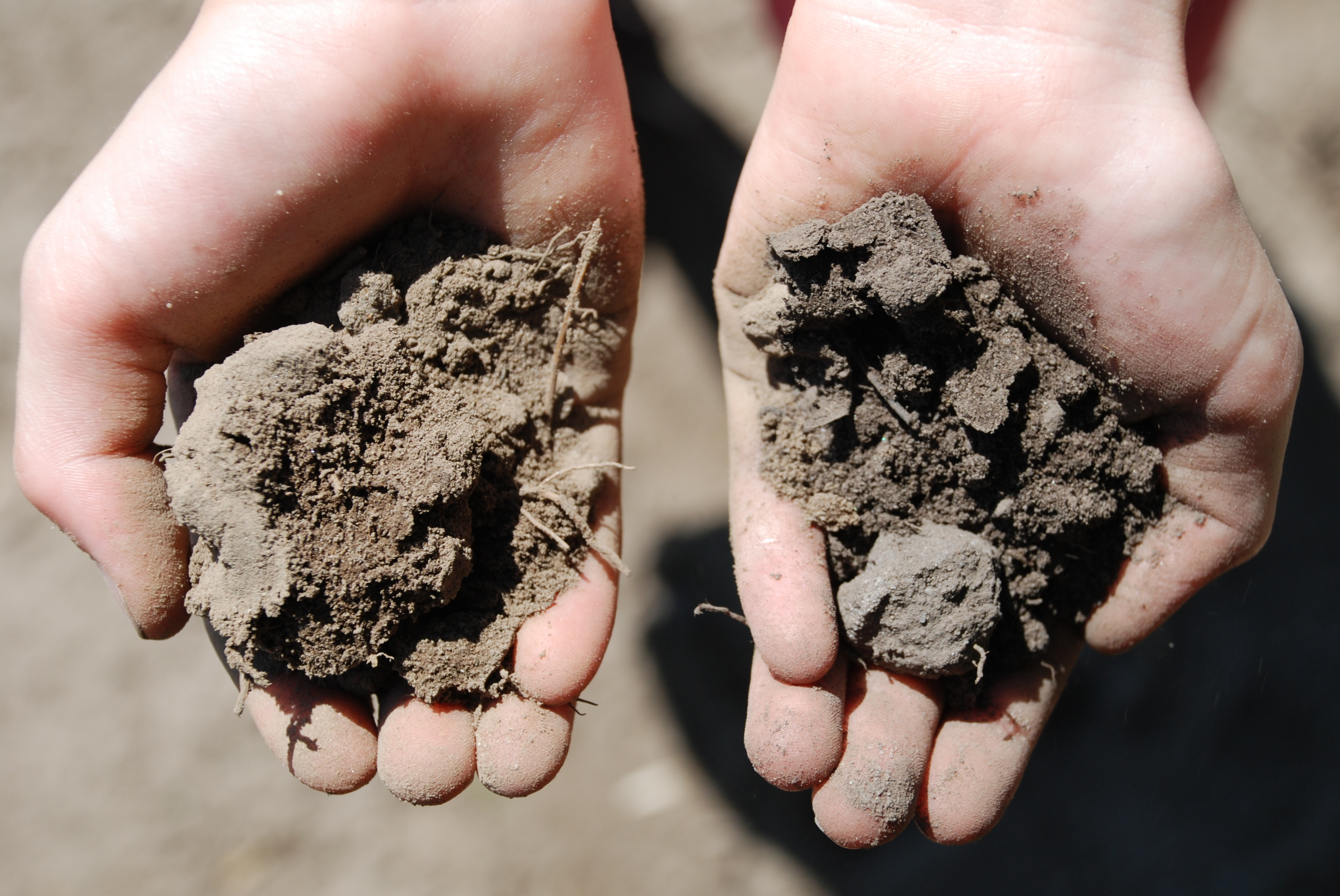
Bodenverfärbung: Links helle Erde aus dem inneren Bereich der früheren Burg, rechts dunkle Erde vom Wall

Die Lüningsburg war eine frühmittelalterliche Wallburg bei Neustadt am Rübenberge in Niedersachsen. Die 1,4 ha große Ringwallanlage diente der Bevölkerung früher als Fliehburg. Sie wurde am Talrand oberhalb der Leine-Niederung angelegt. Nach mehreren archäologischen Untersuchungen wird die Fläche heute als Ackerland und Friedhof genutzt.

## Lage

Tor des Friedhofs Lüningsburg, nach der Burg benannt

Die Lüningsburg befindet sich etwa 2 km südöstlich des Stadtzentrums von Neustadt am Rübenberge. Im Mittelalter hieß sie "Loghingeborch". Die Namensgebung leitet sich vermutlich von ihrer Lage im Loingau (Leinegau) an der Grenze zum südlich gelegenen Marstemgau ab. Sie wurde auf einem etwa 5 m hohen Terrassenvorsprung am Westrand der Talaue der Leine angelegt. Heute befinden sich ihre Wallreste je zur Hälfte auf dem städtischen Friedhof Lüningsburg und einem angrenzenden Feld. Die Wallanlage wurde schon auf einer Karte der Kurhannoverschen Landesaufnahme von 1782 dargestellt. Vor Anlage des Friedhofs ist sie auf Luftbildern aus den 1970er Jahren und selbst auf aktuellen Satellitenbildern deutlich als dunkle Bodenverfärbung zu erkennen.

## Beschreibung
Trotz einer landwirtschaftlichen Nutzung des früheren Burggeländes in den vergangenen Jahrhunderten ist der Wall als kreisrunde Erhebung mit etwa 135 m Durchmesser und bis zu 2 m Höhe noch erkennbar. Die Innenfläche beträgt etwa 1,4 ha. Nach Ausgrabungsbefunden entstand der Ringwall als Holz-Erde-Konstruktion in mindestens drei Bauphasen, in denen der Wall jeweils verstärkt und erhöht wurde. Eine Datierung der einzelnen Phasen war den Archäologen nicht möglich, sie können Jahrzehnte bis Jahrhunderte auseinander gelegen haben. In der ersten Ausbaustufe war die Wallsohle 4 m, in der zweiten Phase 8 m und zuletzt 14 m breit. In der letzten Ausbaustufe kann der Wall bis zu 5 m hoch gewesen sein. Die Wallaußenseite war mit vorgesetzten Holzstämmen verkleidet, sodass Angreifer vor einer senkrechten Mauer standen. Einen weiteren Schutz vor Angriffen bildeten zwei dem Ringwall vorgelagerte Gräben. Der innere war nur etwa 1 m tief und 4 m breit. Dagegen war der äußere Graben mit etwa 2 m Tiefe und 6 m Breite wesentlich aufwändiger gestaltet.
Bei stichprobenhaften Grabungen im Inneren der Wallanlage wurde ein Hausgrundriss von 14 × 9 m entdeckt. Anhand von Keramikscherben ließ sich das Gebäude in das frühe Mittelalter datieren. Ansonsten fanden sich im Inneren nur spärliche Besiedlungsspuren in Form von Hüttenlehm, Pfostenlöchern und Resten von Steinpflasterungen. Eine Kulturschicht die für eine längerfristige Besiedlung sprechen würde, fand sich nicht. Im Gegensatz zu vielen anderen Wallburgen verfügte die Lüningsburg über keine Vorburg. Natürlichen Schutz zur Nord- und Ostseite hin bot ein Altarm der Leine, der heute noch eine seeartige Wasserfläche ist.

## Ausgrabungen
Archäologische Ausgrabungen fanden 1934 und 1975 und 1981/82 statt. Sie förderten eine Reihe von frühgeschichtlichen Funden zutage. Dazu gehörten Fragmente einer Bestattung, Urnenreste und Gegenstände aus der vorrömischen Eisenzeit. Weitere Fundstücke waren ein Schwert aus dem 8. Jahrhundert und Keramikscherben aus gleicher Zeit. Der bedeutendste Fund der Grabung von 1981/82 war eine Bronzefibel in Form eines Pferdes, die dem 9.–10. Jahrhundert zugeordnet wurde. Bei der Grabung 1975 wurde eine Toröffnung der Wallanlage gefunden. Sie stellte sich als 7 m lange und 3,5 m breite Torkammer dar, deren Seiten mit Holzbohlen ausgekleidet waren. Eine 14C-Datierung bestimmte das Alter des Holzes zunächst auf etwa 600 n. Chr., nach neuerer Ansicht nicht vor das 10. Jahrhundert.

## Nutzungsdeutung
Die frühgeschichtlichen Fundstücke deuten darauf, dass der 5 m hohe Terrassenvorsprung in das Leinetal schon in der Jungsteinzeit von Menschen aufgesucht und in der Eisenzeit als Urnenfriedhof benutzt wurde. Unklar ist, ob es zu dieser Zeit eine Vorgängeranlage an dieser Stelle gab. In der schriftlichen Überlieferung finden sich keine Erkenntnisse zu den Erbauern oder Nutzern der Lüningsburg. Die Fundstücke führten zu der Annahme, dass die Anlage im Wesentlichen um das 10. Jahrhundert benutzt wurde. Form und Größe lassen auf eine Nutzung als Fliehburg durch die Bevölkerung in Zeiten von Gefahr schließen.

## Ähnliche Befestigungsanlagen der näheren Umgebung
- In der Ebene:
  - Isenburg bei Barsinghausen-Landringhausen
  - Düsselburg bei Rehburg

- In der Höhe:
  - Heisterburg bei Lauenau-Feggendorf
  - Wirkesburg bei Lauenau-Feggendorf
  - Barenburg bei Eldagsen
  - Heisterschlösschen bei Beckedorf
  - Kukesburg bei Springe-Altenhagen
  - Bennigser Burg bei Bredenbeck-Steinkrug

Befestigungswerke dieser Art wurden von der archäologischen Forschung ursprünglich als sächsisch oder als Heinrichsburgen angesehen. Die neuere Forschung ordnet die Bauwerke im Raum der Mittelweser und der Leine dagegen einer Zeitspanne vom 8.–12. Jahrhundert zu. Wegen fehlender Besiedlung dürften die Anlagen nur sporadisch genutzt worden sein und als Fliehburgen gedient haben. Bei den im Deisterraum gelegenen Anlagen (Wirkesburg, Bennigser Burg, Heisterschlösschen) ist typisch, dass sie auf abfallenden Bergrücken und in der Nähe eines Bachlaufs errichtet wurden.